# ブルーノ・エンヒキ・ピント
ブルーノ・エンヒキ（Bruno Henrique）ことブルーノ・エンヒキ・ピント（ポルトガル語: Bruno Henrique Pinto、1990年12月30日 - ）は、ブラジルのサッカー選手。ブラジル代表。ポジションはFW。CRフラメンゴ所属。

## クラブ歴

### 初期
インコンフィデンシアFCの下部組織で活躍しクルゼイロECの下部組織に移った。2012年にトップチームに昇格するも、ウベルランジアECに即レンタルされた。ここで選手初出場を記録。翌年には完全移籍した。
2014年7月にイツンビアラECに期限付き移籍。12試合で7得点の活躍をした。

### ゴイアス
イツンビアラでの活躍によって、2015年1月7日にゴイアスECに移籍。月末のカンピオナート・ゴイアーノで移籍後初出場を記録し、翌月4日には同リーグで初得点を決めた。
5月10日にカンピオナート・ブラジレイロ・セリエA初出場。6日後には全国1部での初得点を記録した。

### ヴォルフスブルク
2016年1月29日にブンデスリーガのVfLヴォルフスブルクに移籍。2月6日にマックス・クルーゼに代わって途中出場し移籍後初出場。
4月6日にはUEFAチャンピオンズリーグ 2015-16 決勝トーナメントのレアル・マドリード戦にスターティングメンバーとして出場し、マクシミリアン・アルノルトの得点をアシストし、2-0の勝利に貢献した。6日後の第2試合でもスターティングメンバーとして出場したが、3-0で敗れて脱落した。

### サントス

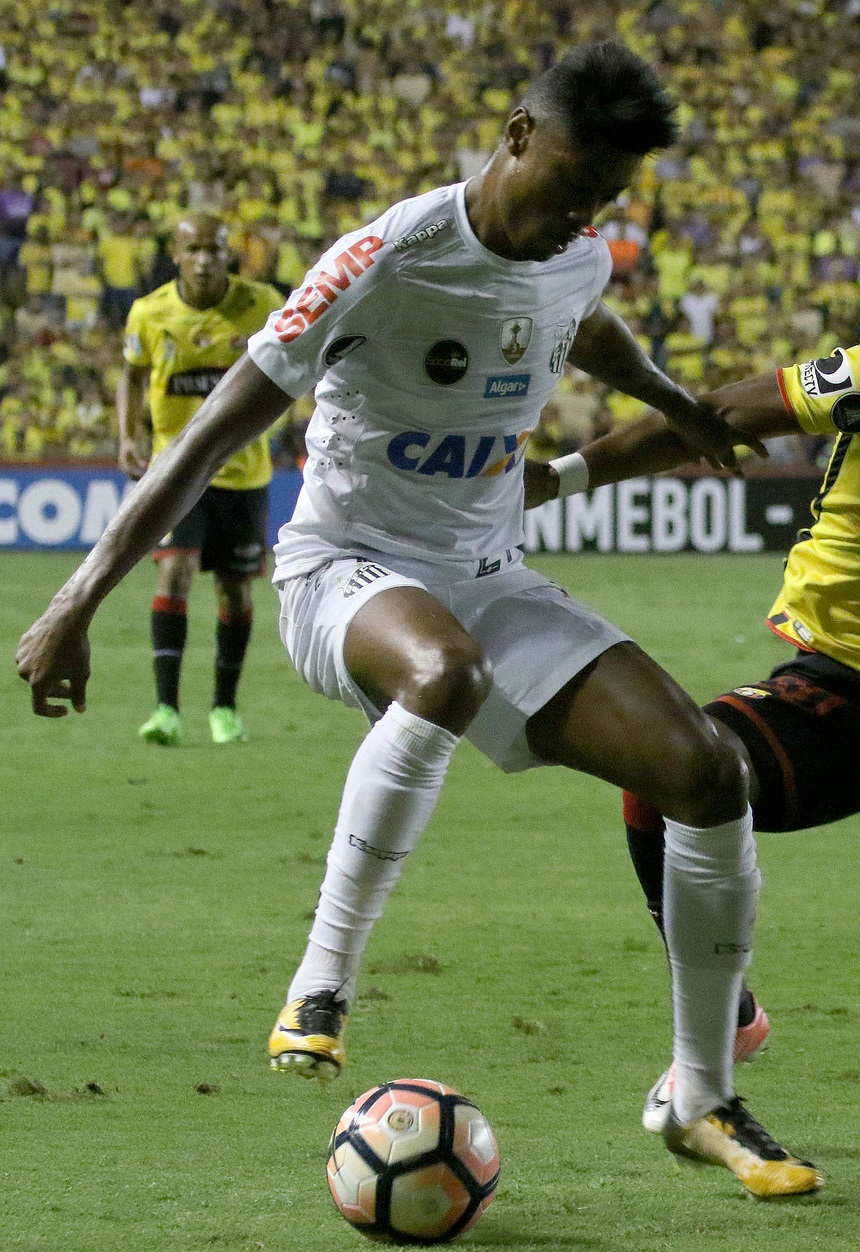
2017年、サントスFCにて

2017年1月23日に、サントスFCに400万ユーロで移籍。4日後に4年契約を締結した事が公式に発表された。
2月12日にカンピオナート・パウリスタで移籍後初出場。3月12日に移籍後初得点を決めると、この試合でハットトリックを達成した。7月23日の試合でもハットトリックを達成し、この試合は3-0で勝利した。同年のカンピオナート・ブラジレイロ・セリエAでは8得点11アシストを記録した。
2018年は出場僅か10分で目を負傷し3ヶ月の離脱を余儀なくされた。

### フラメンゴ
2019年1月23日にCRフラメンゴに移籍、移籍金は推定2300万レアル、加えてジェアン・ルーカスをフラメンゴからサントスに期限付き移籍させる取引となった。

## 代表歴
2019年9月6日に行われたコロンビア代表戦でブラジル代表初出場。

## 私生活
兄のジュニーニョもサッカー選手でFW。2013年にはウベルランジアで兄弟ともにプレーした。